# 1992年アルベールビルオリンピックの中国選手団
1992年アルベールビルオリンピックの中国選手団（1992ねんアルベールビルオリンピックのちゅうごくせんしゅだん）は、1992年2月8日から2月23日までフランスのサヴォワ県アルベールヴィルで開催された1992年アルベールビルオリンピックの中国選手団、およびその競技結果。

## 概要
今大会は銀メダル3個を獲得した。
スピードスケート女子500mで葉喬波が銀メダルを獲得、中国に冬季オリンピック初メダルをもたらした
。

## メダル
| メダル | 選手名 | 競技             | 種目      |
| ------ | ------ | ---------------- | --------- |
| 銀     | 葉喬波 | スピードスケート | 女子500m  |
| 銀     | 葉喬波 | スピードスケート | 女子1000m |
| 銀     | 李琰   | ショートトラック | 女子500m  |

## スケート

### スピードスケート
- 葉喬波
  - 女子500m：銀メダル
  - 女子1000m：銀メダル

### ショートトラック
- 李琰（英語版）
  - 女子500m：銀メダル

### フィギュアスケート
- 張樹斌
  - 男子シングル：25位
- 陳露
  - 女子シングル：6位